# Emblema nacional del Sudán
El actual emblema nacional del Sudán fue adoptado en 1969. El elemento central del emblema es un secretario que lleva una cota de malla del tiempo de Muhammad Ahmad (1844-1885) que gobernó Sudán y se autoproclamó Mahdi en 1881. En el emblema hay dos cintas situadas en la parte superior e inferior del emblema. La cinta superior contiene el lema nacional "Al-masr lina" ("La victoria es nuestra") y la inferior muestra la denominación oficial del país: Al-Jamhuriya as-Sudaniya (República del Sudán).
El emblema nacional es también el sello presidencial y se encuentra en oro en la bandera del presidente de Sudán y en los vehículos que transportan el presidente y en su residencia.
El secretario fue elegido como una variante característica de Sudán del "Águila de Saladino" y el "Halcón de Quraysh" y asociado con el nacionalismo árabe (véase el escudo de armas de Egipto, etc).

## Anterior escudo
El emblema estatal anterior estaba en uso desde la independencia entre 1956 y 1970, cuando el emblema actual fue adoptado. Consistía en un rinoceronte enmarcado por dos palmeras y ramas de olivo, con la denominación del estado, Jumhuriyat as-Sudan ("República de Sudán"), en la parte inferior.

## Escudos históricos

Sello del Sudán Turco-Egipcio
Emblema del Sudán Anglo-Egipcio
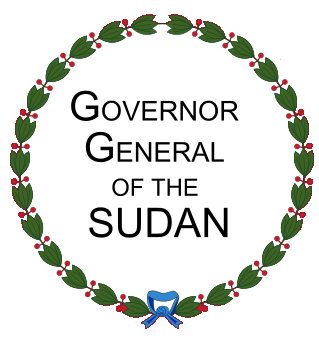
Emblema utilizado por el Gobernador General del Sudán Anglo-Egipcio
Emblema provisional utilizado para representar a Sudán durante la Conferencia Afro-Asiática (abril de 1955)
Emblema nacional de la República de Sudán desde 1956 hasta 1970.
Emblema de la República Democrática de Sudán entre 1970 y 1985.
Emblema de la República del Sudán utilizado desde 1985
Variante dorada del Escudo de Sudán

## Emblemas sub-nacionales
Sudán está dividido en 18 estados y un área con estatus administrativo especial. Cada estado ha adoptado un emblema distinto para uso del gobierno.

### Estados

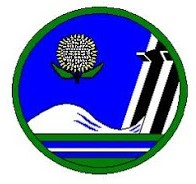
Sello del Estado de Nilo Azul
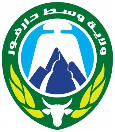
Sello del Estado de Darfur Central
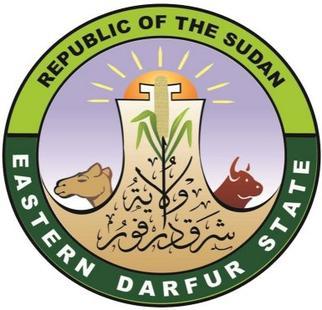
Sello del Estado de Darfur del Este
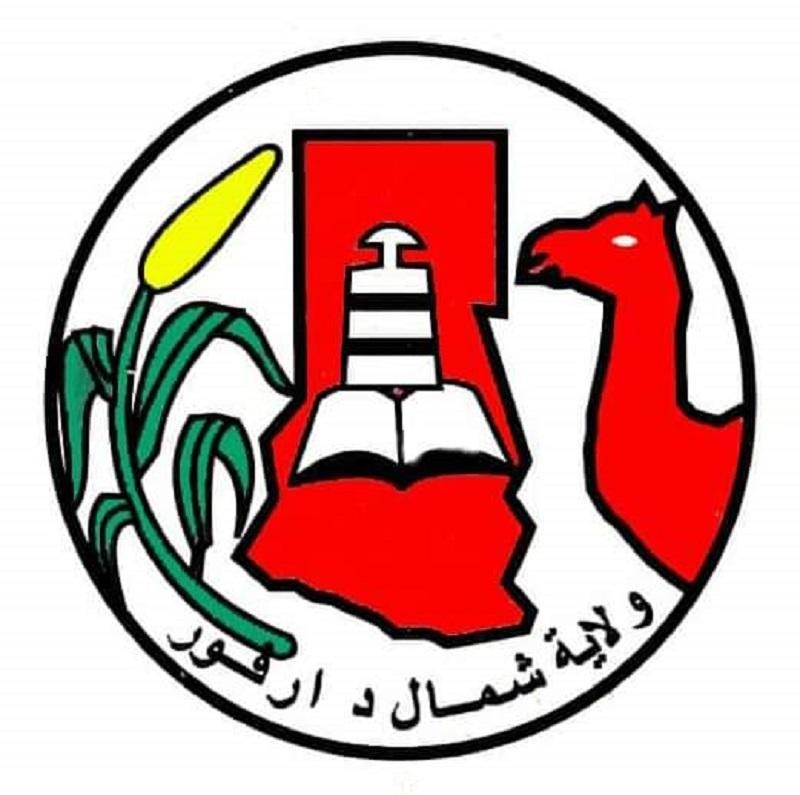
Sello del Estado de Darfur del Norte
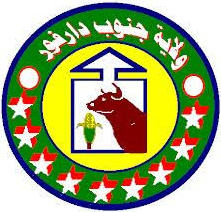
Sello del Estado de Darfur del Sur
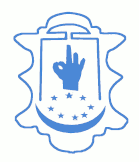
Sello del Estado de Darfur del Oeste
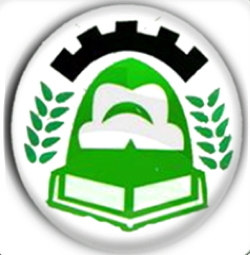
Sello del Estado de Gezira
Sello del Estado de Kasala
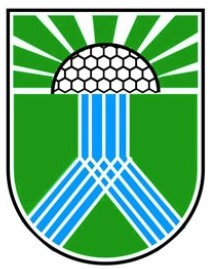
Emblema del Estado de Jartum
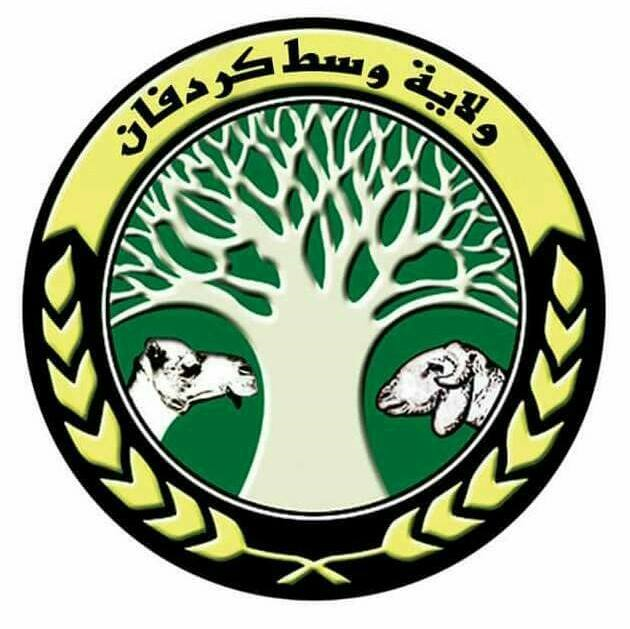
Sello del Estado de Kordofán del Norte
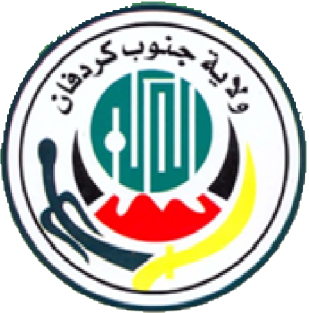
Sello del Estado de Kordofán del Sur
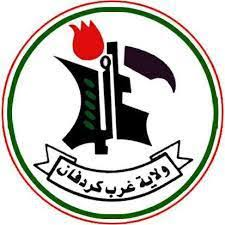
Sello del Estado de Kordofán del Oeste
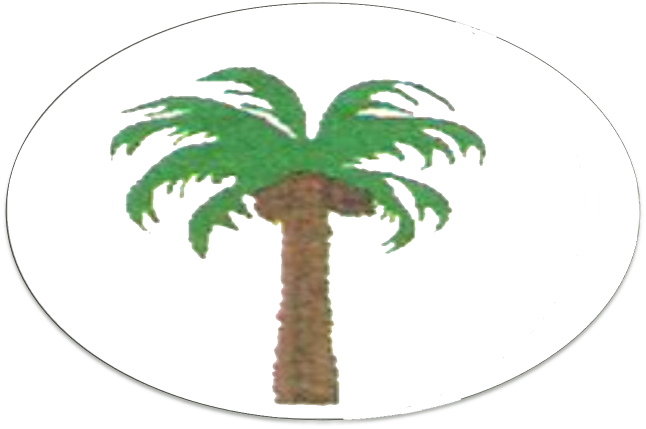
Sello del Estado Norte
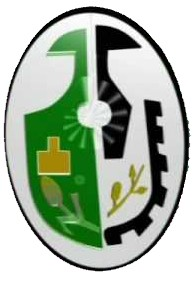
Sello del Estado de Gadarif
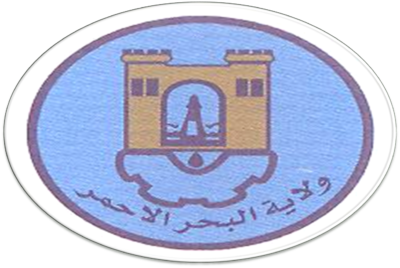
Sello del Estado del Mar Rojo
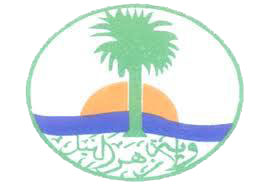
Sello del Estado del Río Nilo
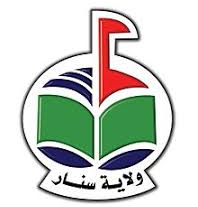
Sello del Estado de Sennar
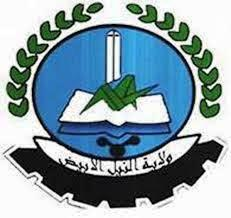
Sello del Estado del Nilo Blanco